# Prix européen de littérature
Le prix européen de littérature est un prix littéraire international distinguant des écrivains européens de premier plan, quel que soit leur genre littéraire, créé en 2005 à Strasbourg. L’Association capitale européenne des littératures (EUROBABEL) qui l’organise a été officiellement fondée en juin 2005. Elle a son siège sur la pittoresque place du Marché Gayot, dans le vieux Strasbourg.
« L’Europe n’a pas réussi à penser sa littérature comme une unité historique, et je ne cesserai de penser que c’est là son irréparable échec intellectuel», écrivait Milan Kundera en 2005. Une Europe des peuples doit nécessairement avoir pour fondation le dialogue des cultures et, en premier lieu, des littératures, qui, de Dante à Shakespeare, de Cervantès à Goethe, en ont toujours été la forme la plus emblématique. C’est la vocation naturelle de Strasbourg, capitale européenne et ville de culture, d’être le moteur d’une telle dynamique.
Il  bénéficie depuis plusieurs années du patronage du Secrétaire Général du Conseil de l’Europe et repose sur le parrainage de la ville et de la communauté urbaine de Strasbourg. Il a bénéficié également du soutien du ministère des Affaires étrangères et européennes.
Le prix européen de littérature se veut strictement indépendant de tout intérêt économique et vise à distinguer chaque année, parmi l'ensemble des 47 pays du Conseil de l'Europe, une figure hautement représentative de la littérature européenne dans ses formes les plus variées tout en accordant la plus grande attention aux valeurs de liberté dont ces écrivains sont porteurs. Pour son niveau d'exigence comme pour son type de fonctionnement, il se réfère explicitement au modèle du prix Nobel de littérature.
Le prix européen de littérature est décerné chaque année dans les salons du restaurant strasbourgeois Chez Yvonne. La cérémonie de remise du prix a lieu au printemps dans les salons de l’hôtel de ville de Strasbourg, place Broglie.

## Objectifs
Le prix européen de littérature a été créé pour « distinguer chaque année, pour l’ensemble de son œuvre, un écrivain européen de stature internationale, afin de témoigner, en un lieu hautement symbolique, de la dimension culturelle de l’Europe ».
Ses créateurs partent du triple constat des avancées considérables de l’Europe dans le domaine économique et institutionnel, de la communauté de destin de plus en plus évidente entre les pays du vieux continent dans la nouvelle donne géopolitique mondiale et de la nécessité impérieuse que la réalité européenne accède enfin au niveau des consciences individuelles par l’intermédiaire des grandes œuvres littéraires d’aujourd’hui.
Sur cette base, l’objectif du prix est de « contribuer à une meilleure connaissance mutuelle des peuples européens à travers les grandes figures contemporaines de leur culture, ces Victor Hugo qui en sont aujourd’hui les vivants symboles ».
Le projet du prix est résumé par ses créateurs en une formule toute simple, qui en constitue l'idée-force : « donner un visage à chaque culture d’Europe » afin que ses différents pays puissent ainsi « apprendre à se connaître et s’estimer ».
L’expérience de l’Alsace, déchirée au travers des siècles entre les langues et les cultures, mais riche d’un exceptionnel patrimoine littéraire qui reste à découvrir et à valoriser, est un exemple riche d'enseignements pour aider les peuples européens à se reconnaître mutuellement à travers les figures emblématiques de leur littérature, mais aussi pour permettre aux peuples francophones de se reconnaître dans une langue française qui ne soit plus vécue comme contrainte mais comme choix de valeurs et d’ouverture sur le monde.

## Fonctionnement
Le prix européen de littérature revendique une totale indépendance par rapport aux considérations commerciales de court terme et aux réseaux d’influence personnels dont le rôle est souvent déterminant dans la traduction et la publication d’une œuvre de langue étrangère. Ses choix ne couronnent pas un livre déjà présent en librairie, mais l’ensemble d’une œuvre qu’il vise au contraire, par la reconnaissance publique qu’il souhaite procurer, à rendre accessible dans les autres langues européennes. 
Le problème de la traduction est ici essentiel et urgent : « d'évidence, il ne peut y avoir de découverte mutuelle des cultures européennes sans le travail des traducteurs : la langue de l'Europe, a-t-on dit, c'est la traduction. Rien n'est plus vrai. Le rôle des traducteurs est fondamental et doit être reconnu et honoré comme tel. »
Pour favoriser la lecture de l’auteur distingué par le prix, l’Association capitale européenne des littératures (EUROBABEL) suscite la traduction et la publication d’un ou plusieurs de ses textes grâce aux partenariats existants avec différents éditeurs et revues. Le prix s’accompagne donc d’une Bourse de traduction qui « récompense le travail d’un traducteur grâce à qui une œuvre d'un écrivain européen de premier plan, en dépit des obstacles linguistiques et culturels, mais aussi des contraintes économiques et commerciales, peut accéder à une reconnaissance internationale »
En complémentarité  avec le prix européen de littérature, l’Association capitale européenne des littératures (EUROBABEL) décerne deux autres prix : le prix Jean-Arp de littérature francophone et le prix Nathan Katz du patrimoine.

## Membres du jury
Le jury du Prix européen de littérature est placé sous la présidence d’honneur de Claude Vigée. En 2013, il comprend quinze membres, tous bénévoles : 
- Pierre Deshusses, membre depuis 2012.
- Claude-Henry du Bord, membre depuis 2008.
- William English[Lequel ?], coordinateur du prix, membre depuis 2007.
- Vladimir Fisera, membre depuis 2006.
- Guy Fontaine, membre depuis 2007.
- Jacques Goorma, membre depuis 2006.
- Gaston Jung, membre depuis 2006.
- Jean-Yves Masson, membre depuis 2007.
- Jean-Baptiste Para, membre depuis 2007.
- Gérard Pfister, secrétaire du jury, membre depuis 2006.
- Anne-Marie Soulier, membre depuis 2006.
- Maryse Staiber, membre depuis 2008.
- Michel Volkovitch, membre depuis 2010.
- Jean-Claude Walter, membre depuis 2006.

## Liste des lauréats
La liste des lauréats du prix européen de littérature est la suivante: 
- Antonio Gamoneda,  Espagne, proclamé en novembre 2005, remis en mars 2006.
- Bo Carpelan,  Finlande, proclamé en novembre 2006, remis en mars 2007.
- Tadeusz Różewicz,  Pologne, proclamé en novembre 2007, remis en mars 2008.
- Tankred Dorst,  Allemagne, proclamé en novembre 2008, remis en mars 2009.
- Kikí Dimoulá,  Grèce, proclamé en novembre 2009, remis en mars 2010.
- Tony Harrison,  Royaume-Uni, proclamé en novembre 2010, remis en mars 2011.
- Drago Jančar,  Slovénie, proclamé en novembre 2011, remis en mars 2012.
- Vladimir Makanine,  Russie, proclamé en novembre 2012, remis en mars 2013.
- Erri De Luca,  Italie, proclamé en novembre 2013, remis en mars 2014.
- Jon Fosse,  Norvège, proclamé en novembre 2014, remis en mars 2015.
- Jaan Kaplinski,  Estonie, proclamé en février 2016.
- 2017 : Alès Adamovitch (Biélorussie)
- 2018 : David Albahari (Serbie)
- 2019 : Dževad Karahasan (Bosnie-Herzégovine)
- 2020 : Leif G. W. Persson (Suède)
- 2021 : Tanguy Viel (France)
- 2022 : Valeria Luiselli (Mexique)
- 2023 : Tzvetan Todorov (Bulgarie/France)

La liste des lauréats de la Bourse de traduction du prix européen de littérature est la suivante: 
- Jacques Ancet, proclamé en novembre 2005, remis en mars 2006.
- Pierre Grouix, proclamé en novembre 2006, remis en mars 2007.
- Claude Henry du Bord et Christophe Jeżewski, proclamé en novembre 2007, remis en mars 2008.
- Hélène Mauler et René Zahnd, proclamé en novembre 2008, remis en mars 2009.
- Michel Volkovitch, proclamé en novembre 2009, remis en mars 2010.
- Cécile Marshall, proclamé en novembre 2010, remis en mars 2011.
- Andrée Lück-Gaye, proclamé en novembre 2011, remis en mars 2012.
- Christine Zeytounian-Beloüs, proclamé en novembre 2012, remis en mars 2013.
- Danièle Valin, proclamé en novembre 2013, remis en mars 2014.
- Terje Sinding, proclamé en novembre 2014, remis en mars 2015.
- Antoine Chalvin, proclamé en février 2016.

## Autres prix européens
Créé en 2005, le prix européen de littérature est aujourd'hui le plus ancien des prix consacrés à la littérature européenne. Il est le seul qui couronne chaque année l'ensemble d'une œuvre littéraire de tout premier plan, hautement représentative du continent européen rassemblé en sa presque totalité au sein des 47 pays du Conseil de l'Europe.
Deux autres prix ont été créés depuis lors dans le cadre plus restreint de l'Union européenne et se sont donné pour mission de distinguer, le premier, un livre récent sur le thème de l'Europe, le second, de nouveaux talents dans le domaine de la fiction : 
- en 2007, l’association Esprit d’Europe, s'appuyant sur un comité de parrainage présidé par Jacques Delors, a créé un « Prix du livre européen » dont le but est de récompenser « un ouvrage exprimant une vision de l'Europe et publié dans l'un des 27 pays membres de l'Union européenne au cours de l'année écoulée »[13]. Depuis 2008, le prix récompense chaque année un essai et un roman.

Le jury est composé de dix journalistes, correspondants permanents à Bruxelles, et issus de différents pays de l'Union européenne. On y retrouve des représentants de La Repubblica, De Standaard, Le Monde, Svenska Dagbladet, Financial Times Deutschland, Le Soir, Gazeta Wyborcza, Libération, The Economist, El Pais. 
- en 2009, la Commission de Bruxelles (en la personne du Commissaire chargé de l'éducation, de la culture, du multilinguisme et de la jeunesse) a procédé dans le cadre du Programme Culture à un appel d'offres pour lancer un « Prix de littérature de l'Union européenne » (European Union Prize for Literature)[14]. La gestion en a été confiée aux trois grandes organisations professionnelles de la filière du livre : la Fédération des libraires européens, la Fédération des associations européennes d'écrivains et la Fédération des éditeurs européens.

Chaque année des jurys sont mis en place par ces trois organisations dans 11 ou 12 des 35 pays participant au programme Culture de l’Union européenne avec la mission de distinguer « un écrivain émergent dans le domaine de la littérature contemporaine (fiction) de leur pays », soit 11 à 12 lauréats par an. Les « nouveaux talents européens » sont sélectionnés sur la base des critères spécifiés par la Commission européenne, à savoir pour l'essentiel avoir publié entre 2 et 4 livres (romans ou recueils de nouvelles) et qu'un de ces ouvrages ait paru depuis moins de 5 ans.